# James W. Nye
James Warren Nye, född 10 juni 1815 i DeRuyter, New York, död 25 december 1876 i White Plains, New York, var en amerikansk politiker och jurist. Han representerade delstaten Nevada i USA:s senat 1864-1873.
Nye studerade juridik i Troy, New York. Han var 1839 distriktsåklagare i Madison County och arbetade där som domare 1840-1848. Han gick med i Free Soil Party och bytte senare parti till republikanerna. Han var 1857-1860 ordförande för kommittén (Metropolitan Board of Police) som styrde och övervakade NYPD. Han var guvernör i Nevadaterritoriet 1861-1864. Nevada blev 1864 USA:s 36:e delstat. Nye och William M. Stewart valdes till de två första senatorerna. Nye omvaldes 1867. Han efterträddes 1873 som senator av John P. Jones.
Nyes grav finns på Woodlawn Cemetery i New York. Nye County har fått sitt namn efter James W. Nye.